# 闽安协台衙门
闽安协台衙门，位于中国福建省福州市马尾区亭江镇闽安村，宋代始建，为监镇卫，元为巡检司；清代重建，为协台衙门，管理水师，又厘海关，为闽省南北盐馆总卡。建筑由门楼、仪门厅、正厅和后堂组成，占地面积1768平方米。正厅面阔五间，进深六柱，明间两侧抬梁减中柱。院内有清道光二十二年（1842年）镌刻“英军犯顺厦门报警”石碑等。2009年11月16日公布为第七批福建省文物保护单位。